# Pippi außer Rand und Band
Pippi außer Rand und Band ist ein schwedisch-deutscher Kinderfilm vom Regisseur Olle Hellbom. Das Drehbuch ist von Astrid Lindgren, basierend auf ihren Romanen. Der Film startete am 27. Mai 1971 in den deutschen Kinos. Im Fernsehen wurde der Film auch mit dem Titel Mit Pippi Langstrumpf auf der Walze gesendet.

## Handlung
Tommy und Annika sind sauer. Es ist ein schöner Tag, und ihre Mutter möchte, dass sie im Erdbeerbeet Unkraut jäten. Tommy liest gerade ein spannendes Buch „Als wir von zu Hause ausrissen“. Als der Streit mit ihrer Mutter am Frühstückstisch eskaliert, kommt Annika auf die Idee, auch auszureißen. Tommy schließt sich dieser Idee an. Da aber Pippi Langstrumpf auch mitkommen will, ist Frau Settergren beruhigt. So machen die drei Ausreißer sich auf Pippis Pferd „Kleiner Onkel“ auf den Weg.
Zunächst macht das Ausreißen Spaß. Das Wetter ist schön, und beim Ausflug sehen sie viele Tiere. Doch ein Gewitter zieht auf und der „Kleine Onkel“ läuft ihnen davon. Nachts finden sie Unterschlupf in einem verfallenen alten Haus. Dort treffen sie Konrad, einen Hausierer. Konrads Spezialangebot ist ein sehr starker Kleber, den er „Konrads Spezialkleber – KSK“ nennt. Während die Kinder mit dem Kleber hantieren, muss Konrad seinen Bart opfern, da dieser an der von Tommy mit Kleber beschmierten Fensterbank festklebt. Pippi stellt fest, dass der Kleber so stark ist, dass man damit sogar an der Decke laufen kann. Während Tommy auf der singenden Säge und Annika auf der Mundharmonika spielt, tanzt Pippi mit Konrad an der Decke. Gemeinsam übernachten Konrad und die Kinder in dem Haus. Am nächsten Morgen macht Konrad sich heimlich davon, da er sich nicht von Annika die Ohren waschen lassen will. Da er aber den Kleber zurücklässt, nehmen die drei Ausreißer diesen mit.
In den nächsten Tagen verdienen Pippi, Tommy und Annika sich ihr Brot durch Betteln, da sie nur eine Tagesration Brote von zu Hause mitgenommen haben und Konrad ihnen das Abendessen spendiert hat. Während einer Wanderung durch einen Wald stoßen sie auf einen Fluss, an dessen Ufer ein Fass angeschwemmt worden ist. Sogleich kommt Pippi auf die Idee, per Fass weiterzureisen, was sie sofort in die Tat umsetzt und dabei sogar einen Wasserfall problemlos passiert. Da der Fluss im Verlauf viel wilder und reißender wird, verlieren Tommy und Annika das Fass aus den Augen. Die gegenseitige Suche führt, obgleich die Suchenden einander mehrmals sehr nahe kommen, nicht zum Wiedersehen. In der nächsten Stadt baut Pippi sich ein Fahrrad ohne Räder und geht damit auf die Suche, die schließlich Erfolg hat.
Sie reisen dann auf dem Dach eines Zuges weiter und springen von diesem schließlich auf einen Heuwagen, der sie auf einen Bauernhof bringt.
Auf dem Bauernhof entdeckt der Bauer schließlich seine „blinden Passagiere“ und will sie verärgert vom Hof jagen, als sie ihn um ein Nachtlager in der Scheune bitten. Doch als er sieht, wie liebevoll sie sich um die Tiere kümmern und mit den Bauernkindern spielen, wird das Herz des Bauern weich und er willigt ein. In der Scheune spendieren die Bauernkinder noch eine Runde frisch gebackenes Brot und Milch.
Am nächsten Morgen frühstücken die Kinder auf dem Scheunendach. Dabei beobachten sie, wie der Bauer auf die Koppel geht und dessen jüngster Sohn Nils-August, genannt „Nisse“, ihm folgt. Beide bemerken nicht, dass ihr Stier sich vom Zaun losgerissen hat und sie angreift. Erst im letzten Moment kann der Bauer über den Zaun springen und sich retten, doch der kleine Nisse ist noch immer in Gefahr. Pippi eilt zu Hilfe und stellt sich dem Stier wie ein Torero zum Kampf. Während der Stier abgelenkt ist, bringt Pippi den Jungen von der Koppel und kann den Stier schließlich überwältigen. Zum Dank schenkt der Bauer ihr ein altes, abgewracktes Auto. Er hat nicht mit der Initiative von Pippi gerechnet. Denn sie räumt gemeinsam mit den Kindern den Unrat aus dem Auto, und kaum ist Konrads Spezialkleber im Tank, kann das Auto wieder fahren. Und nicht nur das, ein paar „Flügelschläge“ von Pippi, und schon kann das Auto sogar fliegen.
Nachdem das Auto in einem See notlanden musste, baden die Kinder dort erst einmal ausgiebig. Währenddessen fressen allerdings einige Kühe die zum Trocknen in die Sonne gelegten Kleider. Da durch Betteln diesmal nicht genügend Geld zusammenkommt, tritt Pippi spontan als Seiltänzerin auf und Tommy und Annika bitten bei den Zuschauern um eine Spende für die Künstlerin. Der hohe Gewinn reicht für neue Kleider aus, doch nun wird die Polizei auf das Trio aufmerksam, da „unerlaubtes Seiltanzen verboten und lebensgefährlich ist“. Alle drei landen, da Untersuchungen angestellt werden sollen, im Gefängnis, brechen aber sofort wieder aus, da das Fenstergitter kein Problem für Pippi ist. Das Wetter verschlechtert sich, und sie finden zunächst keinen Unterschlupf. Völlig durchnässt kommen sie schließlich in eine alte Mühle. Dort treffen sie auch Konrad wieder. Leider hat niemand von ihnen etwas zu essen, so dass sie nass und hungrig schlafen gehen. Doch dann sieht Konrad ein Pferd, das ihnen zuläuft, das sich als der Kleine Onkel herausstellt, und sie können sich auf den Heimweg machen.
Zu Hause angekommen ist die Wiedersehensfreude und Erleichterung bei ihren Eltern groß, die den Kindern sofort ein deftiges Abendessen machen. Nach allem, was die drei Abenteurer erlebt haben, scheint das Jäten des Erdbeerbeets gar nicht mehr so schlimm zu sein. Als Tommy und Annika im Bett liegen, klopft es plötzlich an ihrem Fenster. Es ist Pippi, die wie eine Hexe auf dem Besen an ihnen vorbeifliegt, den sie in der alten Mühle mitgenommen hat.

## Synchronisation
Die deutsche Synchronfassung entstand bei der Beta-Technik Gesellschaft für Filmbearbeitung mbH, München. Helmut Harun führte Dialogregie. Die deutschen Schauspieler sprachen sich selbst.
| Figur             | Darsteller       | Deutscher Sprecher |
| ----------------- | ---------------- | ------------------ |
| Pippi Langstrumpf | Inger Nilsson    | Andrea L’Arronge   |
| Tommy Settergren  | Pär Sundberg     | David Friedmann    |
| Annika Settergren | Maria Persson    | Inez Günther       |
| Herr Settergren   | Fredrik Ohlsson  | Hellmut Lange      |
| Frau Settergren   | Öllegård Wellton | Helga Trümper      |
| Hausierer Konrad  | Hans Alfredson   | Bruno W. Pantel    |

## Kritiken
„Kinder-Abenteuerspaß nach Astrid Lindgren. Auch der vierte und letzte Pippi-Film mit Kinderstar Inger Nilsson fängt den heiter-respektlosen Geist der Buchvorlage gut ein.“

„Es macht jedes mal wieder Spaß den Film anzuschauen. Natürlich sind die Animationen toll und das Thema ist außergewöhnlich und perfekt für Kinder. Aber auch für Erwachsene ist es noch spannend, den Film anzuschauen. Auch die Musik ist originell und passt perfekt in den Film.“

## Soundtrack
Die meisten Texte wurden von Astrid Lindgren geschrieben. Komponiert wurde die Musik hauptsächlich von Georg Riedel. Einige Texte wurde aus dem Schwedischen ins Deutsche übersetzt. Andere Lieder wie zum Beispiel I en djup, oändlig skog wurden mit völlig neuen Texten und Melodien ersetzt. Teils wurden die Lieder nicht wörtlich übersetzt, sondern bekamen andere Bedeutungen. So singt Tommy in dem schwedischen Lied Jag är Lycklig davon, dass er jeden Tag glücklich ist. In der deutschen Übersetzung des Liedes singt er davon, dass sie alle Tage glücklich Musik machen. Das Lied Auf Wiedersehen Pippi Langstrumpf wird nur im Abspann der deutschen Serienfassung des Filmes gespielt.
| Schwedisches Original       | Deutsche Übersetzung              | Autor              | Komponist                       | Anmerkungen                                                                                         |
| --------------------------- | --------------------------------- | ------------------ | ------------------------------- | --------------------------------------------------------------------------------------------------- |
| När vi rymde hemifrån       | So will ich immer reisen          | Astrid Lindgren    | Georg Riedel                    | |
| Mors lilla lathund          | Faul sein ist wunderschön         | Astrid Lindgren    | Georg Riedel                    | |
| Sommarsången                | Im Sommer singt man Lieder        | Astrid Lindgren    | Georg Riedel                    | |
| Jag är Lycklig              | Alle Tage                         | Astrid Lindgren    |                                 | |
| I en djup, oändlig skog     | In einem tiefen endlosen Wald     | Carl Olof Rosenius | Oscar Ahnfelt                   | keine Übersetzung im Film, aber in Lindgrens Geschichte Ein Weihnachten in Småland vor langer Zeit  |
| Här kommer Pippi Långstrump | Hey, Pippi Langstrumpf            | Astrid Lindgren    | Jan Johansson                   | |
| –                           | Wir sind drei arme Waisenkinder   |                    | Oscar Ahnfelt                   | anstattdessen wird im Schwedischen I en djup, oändlig skog (In einem tiefen endlosen Wald) gespielt |
| Lira Lara Loppan            | Hier und da und klipp und klar    | Astrid Lindgren    | Georg Riedel                    | |
| –                           | Auf Wiedersehen Pippi Langstrumpf | Helmut Harun       | Jan Johansson und Konrad Elfers | Nur in der deutschen Serienfassung am Abspann von Pippi auf der Walze                               |